# Eugène Pougnet
Joseph Eugène Pougnet (* 7. April 1847 in Landroff; † ?) war ein lothringischer Industrieller und Mitglied des Deutschen Reichstags.

## Leben
Pougnet besuchte die École polytechnique und die École des Mines in Paris. Er unternahm umfangreiche Reisen durch ganz Norddeutschland, Belgien, nach London, die ganze Schweiz und Savoyen.
Mit seiner Firma Les fils de Maximilien Pougnet widmete er sich dem Bau der Eisenwerke von Mazière-les-Metz und besaß auch mehrere Steinbrüche.
Von 1874 bis 1877 war er Mitglied des Deutschen Reichstags für den Wahlkreis Elsaß-Lothringen 12 (Saargemünd, Forbach) und der Französischen Protestpartei.